# Аппенцеллер (порода курей)

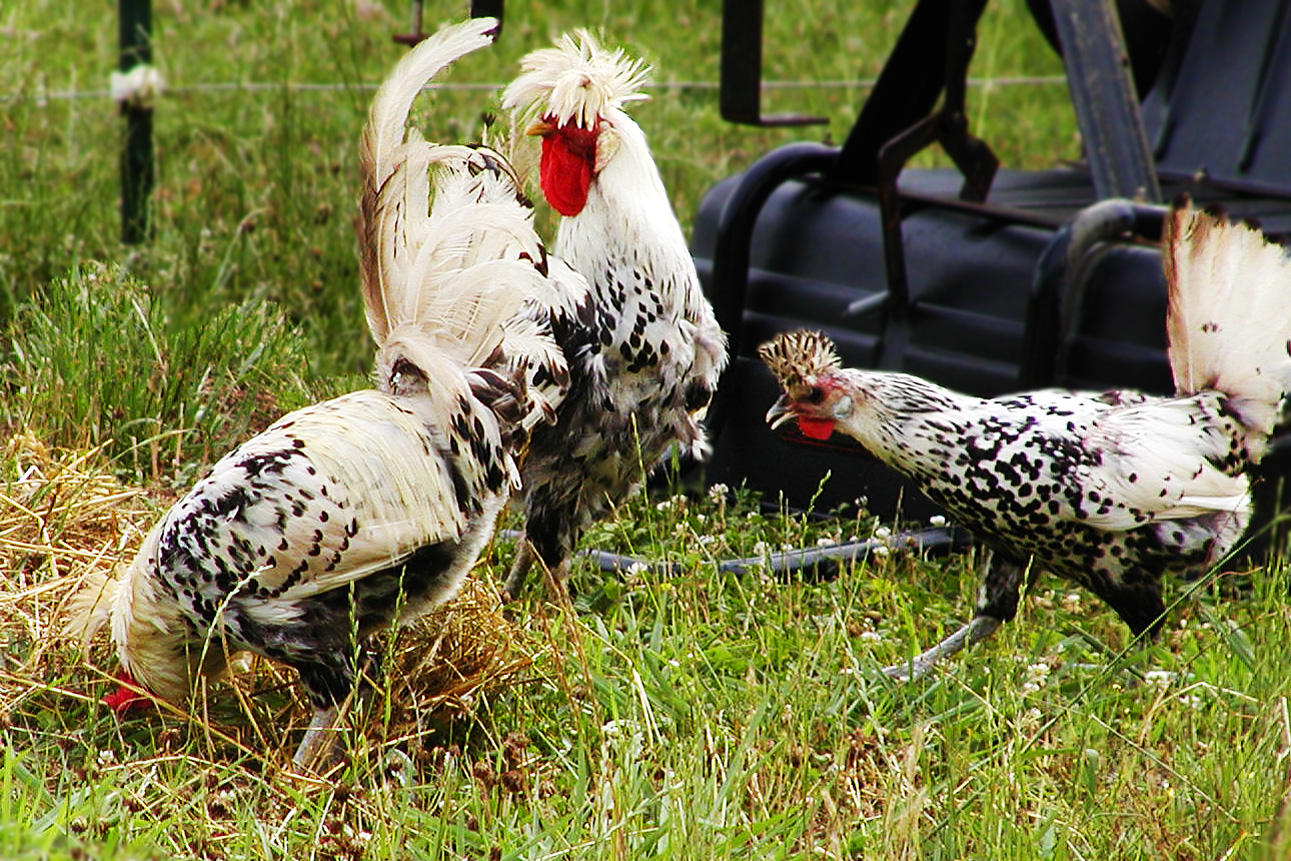
Сріблясто-чорно-крапчасті аппенцеллери на вигулі.

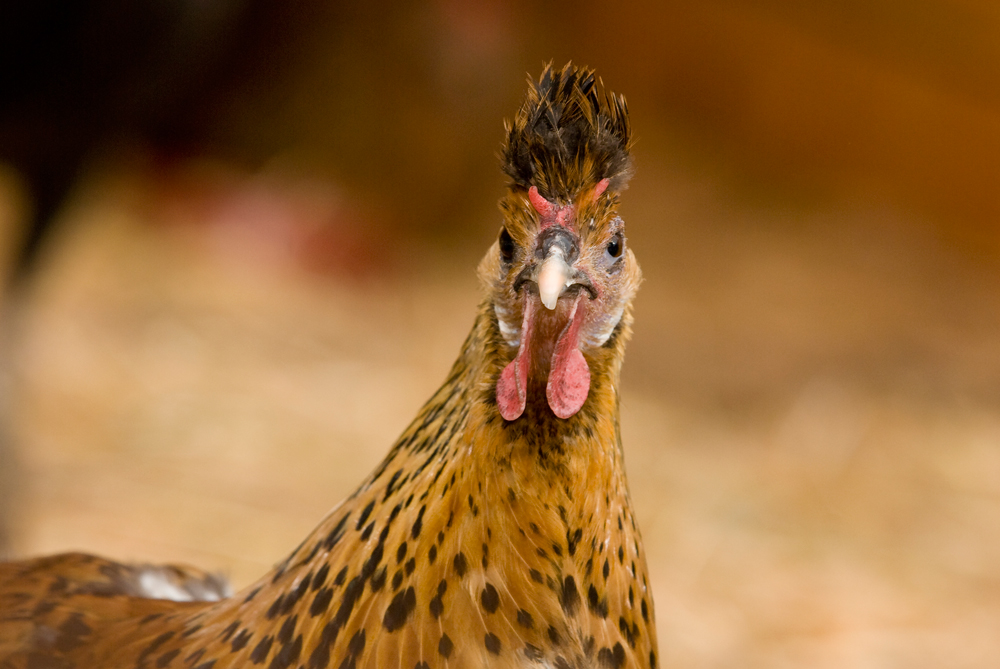
Курка золотисто-чорно-крапчатого забарвлення

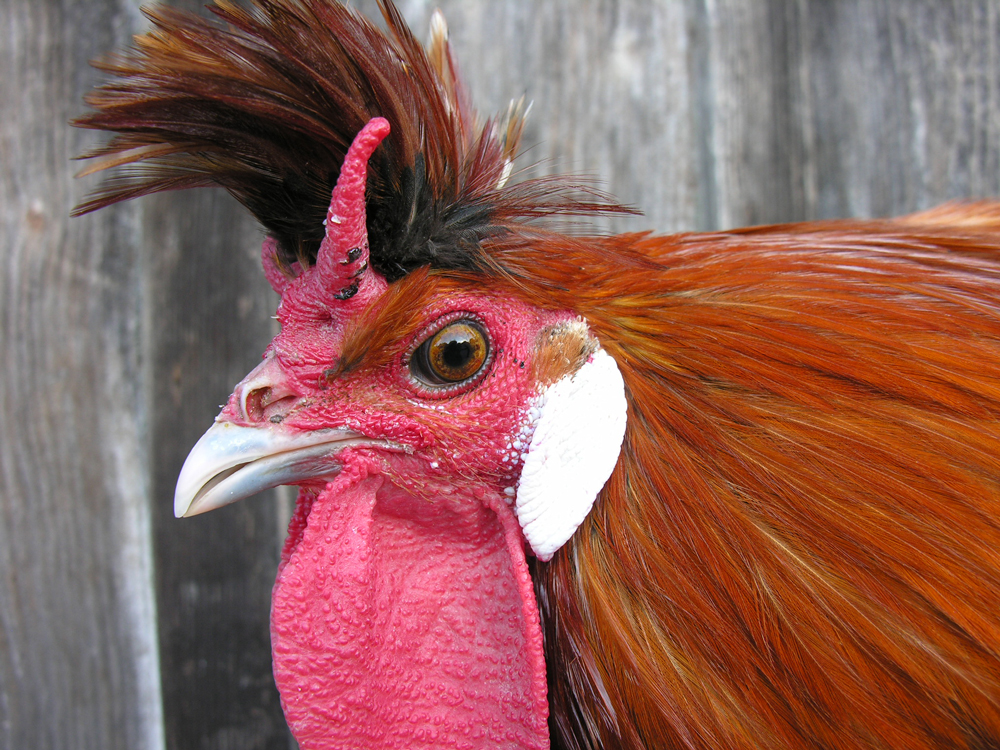
Півень

Аппенцеллер (нім. Appenzeller, від назви міста Аппенцелль) — порода курей родом зі Швейцарії, кантон Аппенцелль-Іннерроден. Досить рідкісна порода, яка налічує кілька століть від свого походження.

## Продуктивність
Вага півня 1,8-2,2 кг, вага курей 1,8-2,0 кг. Яйценоскість 120—150 яєць в рік, з білою шкаралупою. Мінімальна маса інкубаційних яєць 55 г.

## Особливості
Чубаті кури з ріжковідним гребенем. Забарвлення чорне, золотисто-чорно-крапчаста, сріблясто-чорно-крапчасте. Кладку яєць починає в 5,5 місяців.